# جائزة إمباير لأفضل ممثلة
جائزة إمباير لأفضل ممثلة هي إحدى جوائز إمباير يتم تقديمها بشكل سنوي من قبل مجلة الأفلام البريطانية إمباير انطلقت للمرة الأولى في سنة 1996 وكانت الممثلة الأسترالية نيكول كيدمان أول فائزة بهذه الجائزة.

## الفائزات

### عقد 1990
- نيكول كيدمان (1996)
- فرانسيس مكدورماند (1997)
- جوان ألين (1998)
- كيت بلانشيت (1999)

### عقد 2000
- جوينيث بالترو (2000)
- كوني نيلسن (2001)
- نيكول كيدمان (2002)
- كريستين دانست (2003)
- أوما ثورمان (2004)
- جولي دلبي (2005)
- ثاندي نيوتن (2006)
- بينيلوب كروز (2007)
- كيرا نايتلي (2008)
- هيلينا بونهام كارتر (2009)

### عقد 2010
- زوي سالدانا (2010)
- نومي رابيس (2011)
- أوليفيا كولمان (2012)
- جينيفر لورنس (2013)
- إيما تومسون (2014)
- روزاموند بايك (2015)
- أليسيا فيكاندير (2016)